# Girolamo d’Andrea

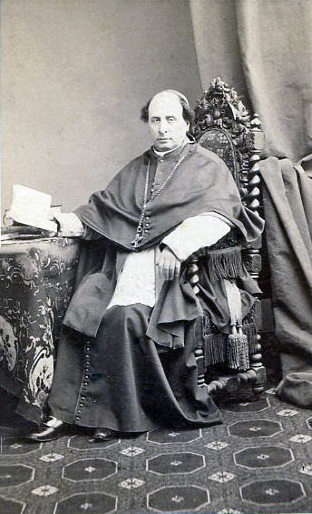
Girolamo Kardinal d’Andrea

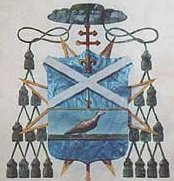
Wappen als Erzbischof

Girolamo d’Andrea (* 12. April 1812 in Neapel; † 14. Mai 1868 in Rom) war ein italienischer Kardinal.

## Leben
Girolamo d’Andrea stammte aus dem Geschlecht der Marchesi d’Andrea aus Neapel. Er wurde im Collège La Fleche in Frankreich erzogen, trat dann in den geistlichen Stand und empfing 1835 die Priesterweihe. Bereits 1841 wurde er zum Bischof geweiht und zum Titularerzbischof von Mytilini in partibus infidelium ernannt. Der Papst entsandte ihn 1841 als Apostolischen Nuntius in die Schweiz. 1845 nach Rom zurückberufen, wurde d’Andrea Sekretär der Konzilskongregation. Am 15. März 1852 kreierte ihn Papst Pius IX. zum Kardinalpriester und übertrug ihm die Titelkirche Sant’Agnese fuori le mura und die Abtei von Subiaco, worauf er 1853 zum Präfekten der Indexkongregation ernannt wurde. Dieses Amt übte er mit seltener Mäßigung aus. 1860 zum Kardinalbischof von Sabina erhoben, trat er 1861 vom Präfektenamt der Indexkongregation zurück.
Als 1859 die Herstellung der nationalen Einheit Italiens infrage kam, schloss sich d’Andrea der patriotischen Partei an. Er riet Papst Pius IX. zur Annahme des ihm von Napoleon III. angebotenen Vorsitzes der italienischen Konföderation und zur Einführung liberaler Reformen im Kirchenstaat. Auch erklärte er sich gegen die Verdammung der gallikanischen Schriften und die Unterdrückung der katholischen Wissenschaft. Hierdurch zog er sich die Ungnade des Papstes und den Zorn Giacomo Antonellis zu.
Als d’Andrea 1864 Rom verließ und sich nach Neapel begab, wurde er – vergeblich zur Rückkehr aufgefordert – 1866 von der Verwaltung seiner Diözese und seiner Abtei suspendiert, ihm wurden die Kardinalseinkünfte entzogen und im September 1867 wurde die Absetzung über ihn ausgesprochen. Er begab sich nun nach Rom zurück, unterwarf sich dem Papst, wurde auch am 17. Januar 1868 rehabilitiert. Kardinal Girolamo d’Andrea starb, ohne seine früheren Ämter wiederbekommen zu haben, vier Wochen nach seinem 56. Geburtstag in Rom.